# Gymnopternus aerosus
Gymnopternus aerosus är en tvåvingeart som först beskrevs av Carl Fredrik Fallén 1823.  Gymnopternus aerosus ingår i släktet Gymnopternus, och familjen styltflugor. Arten är reproducerande i Sverige.